# Олександрійський професійний аграрний ліцей
Олександрі́йський професі́йний агра́рний ліце́й — заклад професійної (професійно-технічної) освіти розташований у смт Приютівка, Приютівської ОТГ, Кіровоградської області.

## Історія
Історія ліцею починається з 1933 року. На базі технікуму механізації сільського господарства було організовано школу бригадирів тракторних бригад, яка готувала механізаторські кадри для МТС Дніпропетровської, Миколаївської і Херсонської областей.
На перехресті нинішніх проспекту Леніна та вулиці Свердлова знаходився старий корпус закладу. Міське училище до революції готувало мулярів-пічників і столярів.
Згідно постанови Раднаркому УРСР від 18 грудня 1933 року на базі колишнього технікуму механізації сільського господарства створено школу бригадирів тракторних бригад, в якій навчалося 180 учнів.
В 1935 році проходить реорганізація школи бригадирів тракторних бригад в школу комбайнерів. Матеріальна база школи: 2 комбайни «Сталінець», 3 комбайни «Комунар», 7 тракторів, 1 автомобіль ГАЗ — АА.
З 1954 року навчальний заклад починає функціонувати в системі професійно-технічної освіти як училище механізації сільського господарства, що готували водіїв для Збройних сил Радянського Союзу.
З 1954 по 1967 рр. учні професійно-технічного училища брали участь в освоєнні цілинних і перелогових земель.
А в 1966 році базовим стало Міністерство меліорації і водного господарства УРСР і училище розпочало підготовку кадрів для ПМК «Дніпробуд», «Черкасбуд», «Кіровоградбуд».
В 1968 році розпочалось будівництво нової навчальної бази училища, до якої входили два навчальних двоповерхові корпуси, дві лабораторії, гуртожиток.
З 1974 року училище починає підготовку кадрів з середньою освітою, відбувається реорганізація сільського професійно-технічного училища № 1 (СПТУ № 1) в сільське середнє професійно-технічне училище № 1 (ССПТУ № 1).
Наказом ОУПТО № 151 від 16.08.84 р. училище перейменовано в ОСПТУ № 31 (середнє профтехучилище). В училищі 23 кабінети, 5 лабораторій, спортивний комплекс та стрілецький тир. Кількість учнів — 700—800.
В 1988 році колектив училища було визнано кращим серед колективів сільських професійно-технічних училищ області. Розпочалася робота по газифікації ліцею, будівництва житла для викладачів і майстрів виробничого навчання.
Починаючи з 2000 року училище має ліцензію на право підготовки перукарів-модельєрів та манікюрниць.
З 2003 року заклад названо — Олександрійський професійний аграрний ліцей.
В 2011 році на території навчального закладу було відкрито два пам'ятних знаки: Меморіальний знак у пам'ять про бійців та командирів 111-ї стрілецької Олександрійської Червонопрапорної ордена Богдана Хмельницького дивізії, бійці якої загинули на висоті 154,6 м 29 листопада 1943 року (оскільки висота 154,6 метра знаходиться поряд з нашим ліцеєм), та пам'ятний знак трудової слави — трактор «Універсал-ВТЗ» з метою увічнення титанічної хліборобської праці.

## Спеціальності
- Слюсар з ремонту сільськогосподарських машин та устаткування; тракторист-машиніст сільськогосподарського виробництва (категорії «А1», «А2», «В1»); водій автотранспортних засобів (категорія «С»)
- Слюсар з ремонту колісних транспортних засобів; водій автотранспортних засобів; машиніст крана автомобільного
- Перукар (перукар-модельєр). Манікюрник[2]